# Dirección técnica (teatro)
La dirección técnica en el conjunto de las artes escénicas, coordina el funcionamiento y operatividad de cualquier proyecto de entretenimiento: iluminación escénica, sistemas de audio y vídeo, acústica escénica, reverberación, manejo de maquinaria escénica, logística, planificación de montajes y desmontajes, manejo de sistemas de comunicaciones, manejo de seguridad, distribución de cargas eléctricas, distribución de corrientes débiles, construcción escenográfica, servicios del vestuario, atención al artista, etcétera. Parte del conocimiento teórico que un director técnico debe tener son las reglas de la espacialidad arquitectónica, proporciones y relaciones de escala, dibujo arquitectónico y finalmente adaptaciones a los espacios escénicos disponibles. 